# Amerikansk kricka
Amerikansk kricka (Anas crecca carolinensis) är en simand inom familjen änderen och underart till kricka. Den behandlades länge som en egen art.

## Utseende

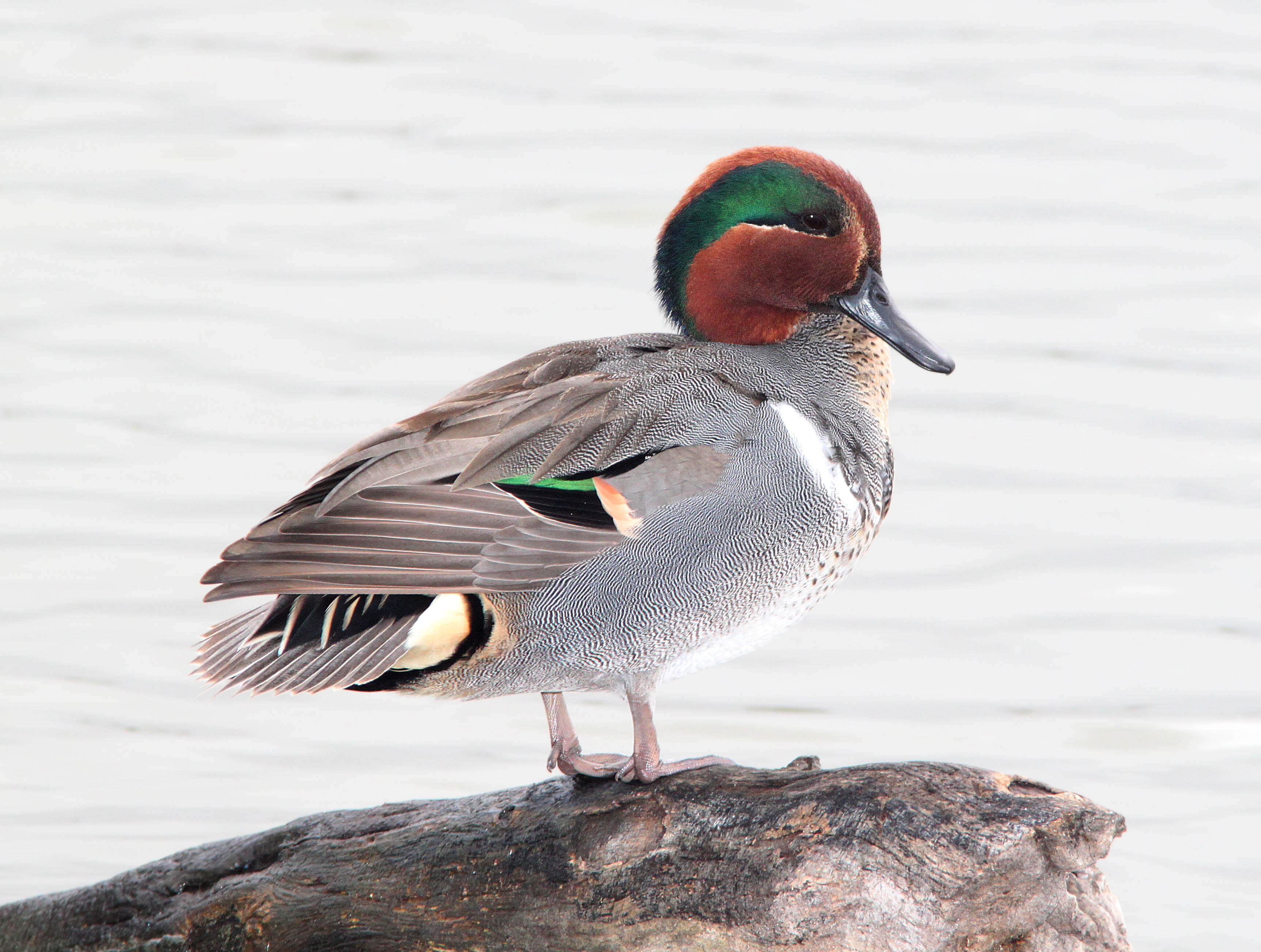
Adult hane i praktdräkt.

Amerikansk kricka är mycket lik den europeiska och asiatiska motsvarigheten kricka. Den tydligaste skillnaden är att hanen hos amerikansk kricka har ett vitt vertikalt band på kroppssidan medan kricka har ett vitt horisontellt vingband när anden ses liggande. Den amerikanska krickan saknar även de flesta av de gula linjerna som omringar det gröna på sidan av huvudet hos krickan. Hona, ungfågel och hane i eklipsdräkt, nära nog identisk med krickans motsvarande dräkt, men hjässa och ögonstreck är något mörkare. Vidare syns i flykten ett mer rosttonat främre vingband.

## Utbredning och systematik
Amerikansk kricka häckar i norra Nordamerika där den är vanlig. Den är en utpräglad flyttfågel som övervintrar långt söder om sitt häckningsområde. Den är mycket sällskaplig utanför häckningssäsongen och bildar stora flockar. I flykten liknar de stora flockarna vadarfåglar. Amerikansk kricka observeras ibland i Västeuropa.
BirdLife Sverige (tidigare Sveriges ornitologiska förening) bröt 2003 ut den som egen art , baserat på beteende, morfologi och molekylära data vilket diskuteras av Sangster et al, 2002. Studier av mitokondrie-DNA visade att den stod närmare den sydamerikanska arten gulnäbbad kricka. I samband med att BirdLife Sverige anslöt till den nya gemensamma världslistan AviList i juni 2025 slogs de dock samman igen, baserat på baserat på hög grad av introgression och avsaknad av skillnader i parningsläten. Även om mitokondrie-DNA visar en ganska djup divergens är genomdivergensen begränsad, vilket indikerar omfattande genflöde.

### Förekomst i Sverige
Amerikansk krick är en sällsynt, men årlig gäst i Sverige med ett antal individer. Första observationen skedde den 29 april 1954 vid Oset i Närke.

## Ekologi

### Habitat

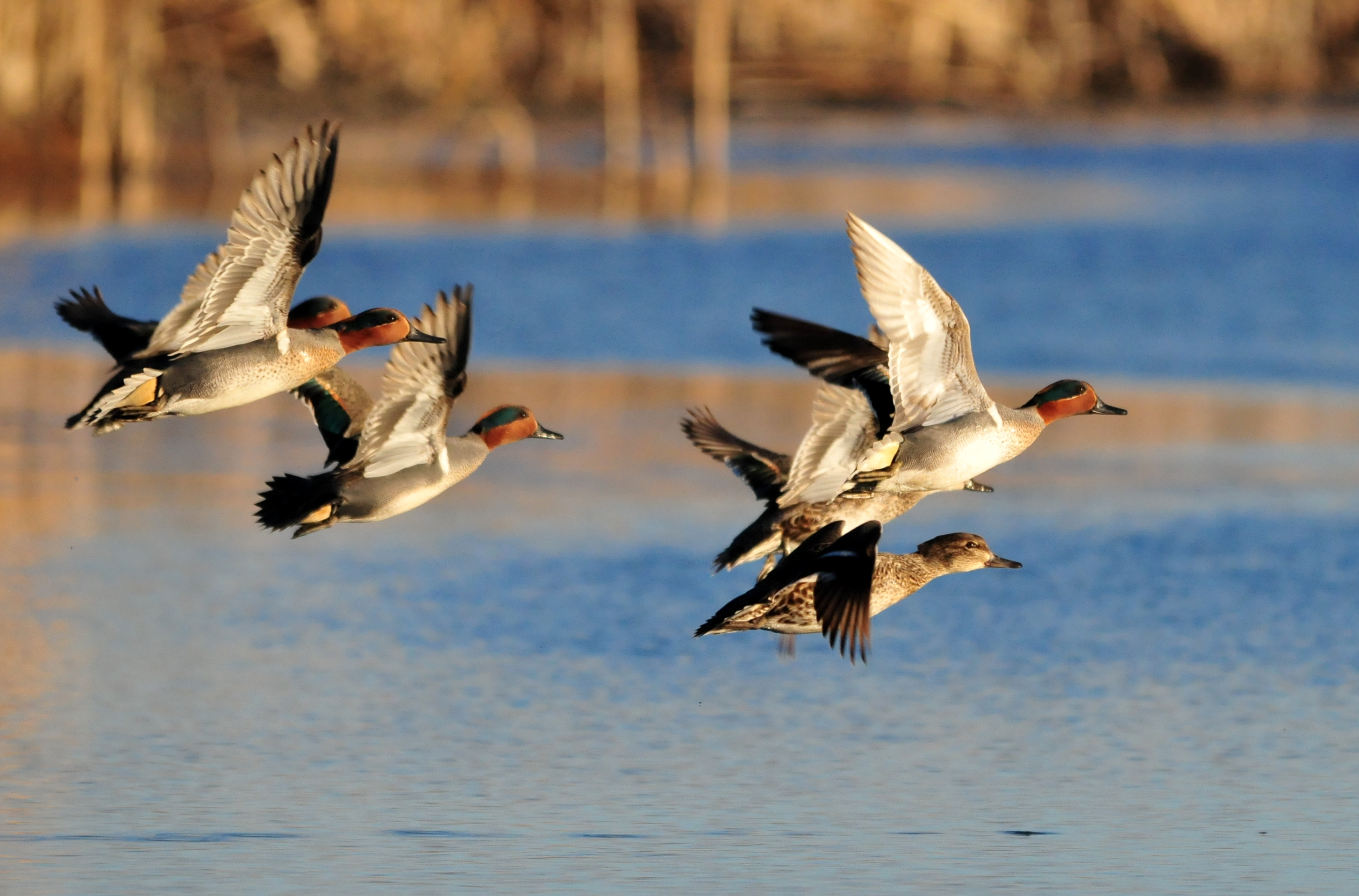
Utanför häckningstid uppträder de ofta i flockar, som kan bli mycket stora.

Amerikansk kricka häckar mestadels i isolerade floddeltan samt våtmarker i skogs- och prärieområden, men mer sällan i områden med enbart kort gräs. De förekommer även i arktisk tundra och i halvöken.
Våtmarkerna där den förekommer domineras ofta av klotgräs (Scirpus), kaveldun (Typha), starr (Carex), nate (Potamogeton) och andra vattenväxter. Amerikansk kricka placerar ofta sitt bo i gräsmark, ängsmark eller på torra sluttningar vid träddungar, i närheten av en damm och då gärna bäverdammar.

### Föda

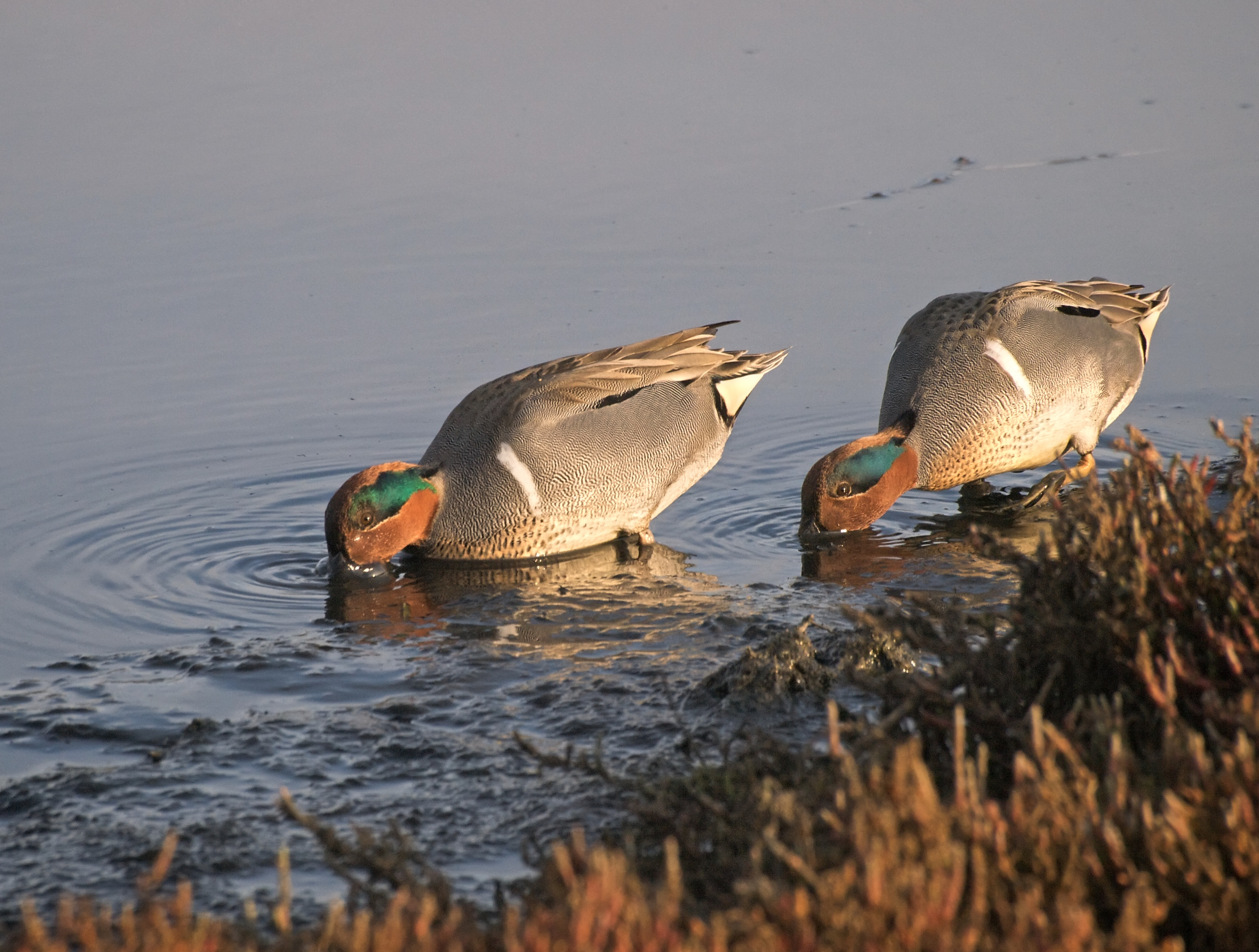
Amerikansk kricka födosöker genom att beta vattenväxter.

Amerikansk kricka föredrar att söka mat på lerstränder. När detta saknas föredrar de grunda myrar eller tillfälligt översvämmade jordbruksmarker. De lever främst av frön, stjälkar och löv från vattenväxter. Grönvingad kricka verkar föredra mindre frön från skärmags (Cyperus), vipphirs (Panicum) och halvgräs, men äter även frön från majs, vete, korn och bollbuske (Cephalanthus) I myrmark och dammar, föredrar de frön av klotsäv, nate och knappsäv (Eleocharis). I mindre utsträckning äter de även växtdelar av sträfsen (Chara), nate, hårnating och andmat. Mer sällan tar de även insekter, blötdjur och kräftdjur.

### Häckning
Den placeras sitt bo direkt på marken, i skydd, närheten av vatten. Honan lägger sex till nio ägg som hon ruvar ensam i 20-23 dagar. Bara några timmar efter att ungarna kläckts kan de simma, dyka och födosöka för sig själva, även om deras mamma tar tillbaka dem till boet på natten för att skydda dem mot eventuell kyla.

## Status och hot
Underarten har ett stort utbredningsområde och tros öka i antal. Internationella naturvårdsunionen IUCN anser inte att den är hotad utan kategoriserar beståndet som livskraftigt (LC). Beståndet har uppskattats till åtminstone fyra miljoner individer.

## Namn
Amerikansk kricka beskrevs vetenskapligt av Gmelin 1789. Namnet ’’carolinensis’’ syftar på de amerikanska delstaterna Nordkarolina och Sydkarolina.